# Pierre Arthur Foäche
Pour les articles homonymes, voir Foäche.
Le baron Pierre Arthur Foäche, né le 12 août 1871 à Janzé et mort le 6 janvier 1967 à Pontivy, est un artiste peintre et affichiste français.

## Biographie
Pierre Arthur Foäche est né en 1871 à Janzé, du baron Stanislas Foäche, percepteur des contributions directes, et d'Alix de Martrin-Donos. Il est l'arrière petit-fils de Stanislas Pierre Foäche et de Jacques-François Begouën.
Il est élève de Benjamin-Constant. Il expose au Salon des Artistes Français en 1933.
Il meurt en 1967.

## Œuvres
- La Garonne, 1898, 26×19 inches[2].
- Dans le salon jaune.Description : « Drapée dans une robe du soir en satin blanc, une jeune femme, jambes croisées, est assise sur un canapé et s'appuie légèrement à des coussins. L'air joue de façon parfaite autour de ce corps qui se devine harmonieusement sous l'étoffe dans l'exactitude de son anatomie et la flexibilité de sa grâce. »[5].
- Danseuse[6].
- Des portraits de femmes[7].